# 548 (číslo)
Pět set čtyřicet osm je přirozené číslo. Následuje po čísle pět set čtyřicet sedm a předchází číslu pět set čtyřicet devět. Římskými číslicemi se zapisuje DXLVIII a řeckými číslicemi φμη.

## Matematika
548 je:
- Deficientní číslo
- Složené číslo
- Nešťastné číslo

## Astronomie
- (548) Kressida je planetka hlavního pásu, kterou objevil v roce 1904 Paul Götz

## Roky
- 548
- 548 př. n. l.